# ジェイク・アンジェリ
ジェイク・アンジェリ（英語: Jake Angeli、1988年- ）は、Qアノン・シャーマン、Qシャーマン、イエローストーン・ウルフとして知られているアメリカ合衆国の陰謀理論家、極右活動家。本名ジェイコブ・アンソニー・チャンスリー（英語: Jacob Anthony Chansley）。ドナルド・トランプの支持者で、陰謀論「Qアノン」の信奉者である。日本では「バッファロー男」としても報道されている。

## 経歴
アリゾナ州出身。2005年から2007年までアメリカ海軍所属の軍人。自称俳優・歌手であるという。2019年のアリゾナ州の集会などで度々姿を見られるようになり、ドナルド・トランプ支持者の集会にフル装備で駆けつける常連だった。
陰謀論「Qアノン」の支持者として知られる。Qアノン界隈では有名人の一人で、「Qシャーマン」と呼ばれる。2020年2月の地元の集会では、「Qが私をつかわした」とするプラカードを持ち、5月にはアリゾナ・セントラル紙のインタビューに応じていた。「ネットリサーチで真実をつかんだ」と主張し、新型コロナウイルス感染防止対策に反対している。
2020年アメリカ合衆国大統領選挙の開票作業中、マリコパ郡庁舎前で野営していた。アリゾナ州の集計に異議を唱える活動を行い、11月7日にジョー・バイデンの当確報道が出されても、集会での演説で「選挙はまだ終わっていない」「最高裁判所でトランプが勝利する」と言い張った。
2021年1月6日に発生したトランプ支持者による連邦議会襲撃事件の際に連邦議会に侵入した人物の一人であり、バッファローのような角が付いた毛皮の帽子を被り、上半身裸で、顔にはアメリカ国旗とみられる赤と白と青のペイントを入れていた。極右グループのメンバーと見られる男らと一緒にいる姿や、上院の議長席に彼が誇らしげに立っている姿を映した画像がネット上に出回った。
事件後、コロンビア特別区首都警察から重要参考人として手配された。 1月8日、アンジェリはアリゾナのニュース局で、訴追の可能性について「心配していなかった」と語った。 その後アンジェリは逮捕・勾留、起訴された。母親によると、逮捕後有機農産物が与えられておらず食事を拒否しているという。その後申し出による裁判官の判断に従い、連邦保安官局は有機農産物を与える事を決めた。
警察によれば、取り調べで自身について、Qアノンの「デジタル兵士」と名乗っており、連邦議会内にいたことを認めており、2021年1月6日にすべての愛国者が首都ワシントンに集結するよう命じた大統領の要請を受けて、アリゾナ州からワシントンに向かったグループに参加していたと供述しているという。
2021年11月17日、裁判所は、彼に禁錮3年5ヶ月の刑を言い渡した。2023年に釈放された後、2025年に大統領に返り咲いたトランプにより恩赦を与えられた。

## 誤認
アンジェリの格好は、イギリスのミュージシャンであるジャミロクワイのロゴと似ていたため、ソーシャルメディア上では彼をジャミロクワイと似ていると指摘する人が続出し、ジャミロクワイの名が一時的にトレンド入りした。その後、ジャミロクワイのフロントマンジェイソン・ケイは自身のツイッターに投稿した動画で「おはよう、世界のみんな！」「昨夜ワシントンで私を見たと思っている人がいるかもしれないが、あいにく私はあの変人たちとは一緒にいなかった」と述べた。
また、アンジェリが、アンティファやブラック・ライヴズ・マター (BLM) などの運動を支援しているという誤った情報がインターネット上で広まった。彼をアンティファだとする陰謀論は英語圏SNSから日本でも拡散され、ハフポスト日本版はファクトチェックで「根拠不明」としている。